# Сети и системы связи
«Сети и системы связи» — бывший российский журнал специализировавшийся на публикации статей для специалистов по тематике компьютерных сетей, телефонии и других систем связи, а также соответствующего программного обеспечения. Выходил 13—14 раз в год (примерно ежемесячно) с 1996 по 2008 год.
В качестве основного источника статей использовались переводные материалы журнала Network Computing в соответствии с лицензионным соглашением американским издательством CMP Publications, а также статьи изданий Call Center и Cabling Installation & Maintenance. Публиковались в журнале и статьи российских авторов, в том числе научные и обзорные. Журнал входил в Список ВАК — перечень периодических изданий, в которых рекомендуется публикация основных результатов диссертаций. Издательство, выпускающее журнал, выступало организатором нескольких конференций по своей тематике для представителей отрасли. На протяжении всей истории своего существования и по сей день материалы журнала «Сети и системы связи» регулярно цитировались и цитируются многими специалистами в докладах, научных работах и публикациях, а сам журнал считался одним из ведущих профессиональных изданий в отрасли. 
Журнал «Сети и системы связи» Распространялся в основном по подписке, а также продавался в розницу в офисах подписных агентств, в магазине «Дом книги „Молодая Гвардия“» в Москве, на официальном сайте размещалась электронная версия журнала.